# Bathyaulax martinii
Bathyaulax martinii är en stekelart som först beskrevs av Giovanni Gribodo 1879.
Bathyaulax martinii ingår i släktet Bathyaulax och familjen bracksteklar. Inga underarter finns listade.